# 喬·迪尼

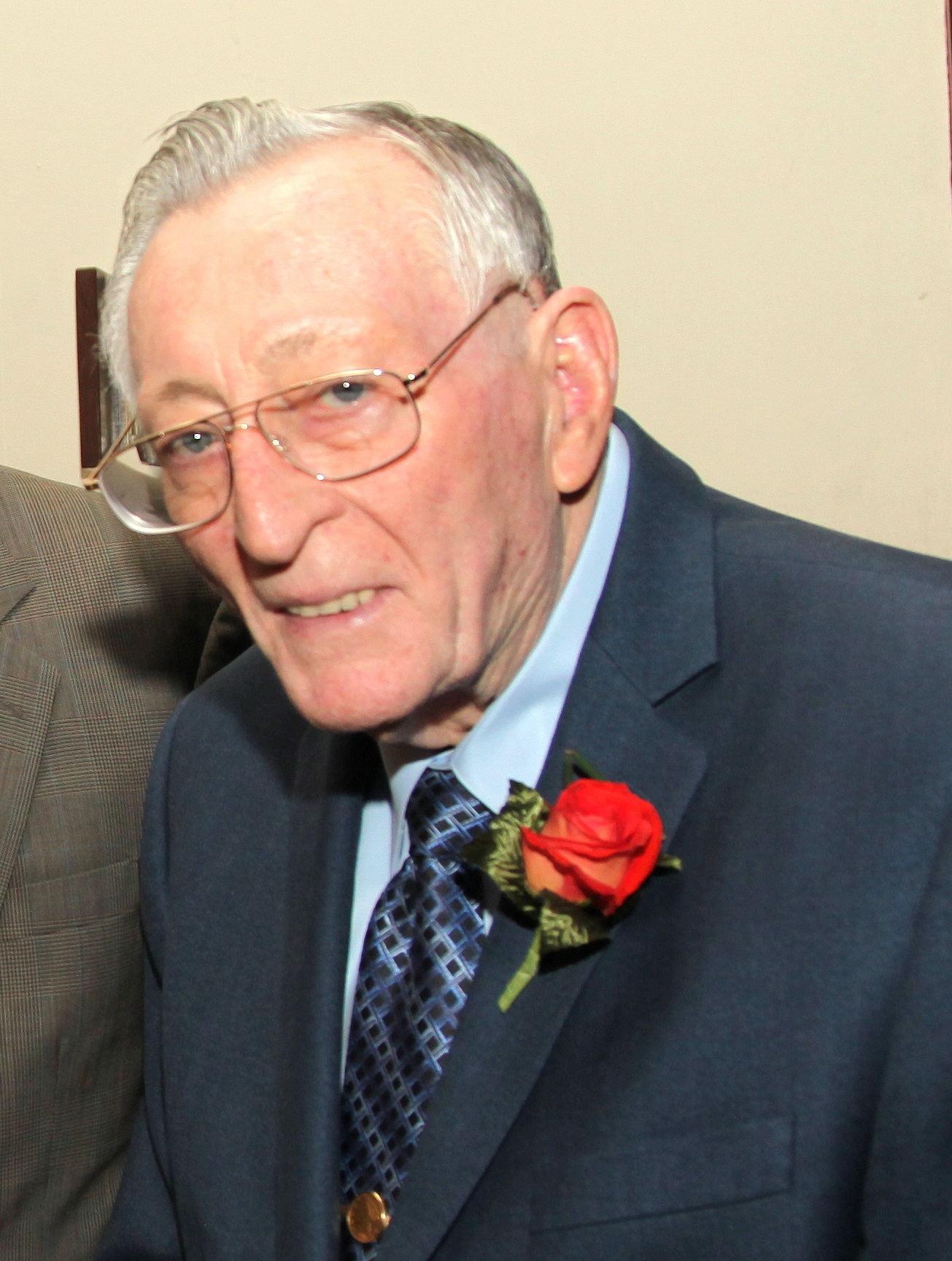
2011年的喬·迪尼

喬·迪尼（英語：Joseph E. "Joe" Dini, Jr.，1929年3月28日—2014年4月10日），是一名出生于美国内华达州的、美国民主党政治家。1967年，他当选为内华达州众议院议员，并连任至2001年。从1960年至2007年期间，他拥有迪尼幸运俱乐部。
2014年4月10日，他因心脏病去世，享年85岁。